# Monte Toraggio
Der Monte Toraggio (im Ligurischen: Turage) ist ein 1971 Meter hoher Berg auf der Grenze der italienischen Region Ligurien zum französischen Département Alpes-Maritimes. Mit seinen Hängen grenzt er das Val Nervia von dem Val Roia ab. Obwohl seine Erhebung zu der Bergkette der Ligurischen Alpen zählt, befindet sich der Berggipfel nur circa 20 Kilometer vom Ligurischen Meer entfernt. So kann man vom Gipfel des Monte Toraggio die Strände der Gemeinden Bordighera und Sanremo sehen.
Eine Besonderheit des Monte Toraggio ist die Existenz zweier über einen circa 250 Meter langen Berggrat verbundenen Hauptgipfel. Der Westgipfel ist mit seinen 1971,6 Metern Höhe um nur 30 Zentimeter höher als der Ostgipfel.

## Etymologie
Über den Ursprung des Namens Toraggio gibt es zwei Theorien. Die erste besagt, dass der Name von der Gottheit Torevaius herrührt und der Berg als Kultstätte diente. Eine zweite Theorie führt den Namen auf die Wendung Tauraricum zurück – ein antikes Weiderecht zur Zeit des Römischen Reichs.

## Geologie
Die gebirgsbildenden Schichten bestehen aus Sedimentgestein, dabei setzt sich der Bergfuß größtenteils aus Kalkmergel zusammen, in den höhergelegenen Bereichen des Berges auch aus Nummulitenkalk. Wegen dieser geomorphologischen Eigenschaft und der besonderen Flora und Fauna wurde der Monte Toraggio als Gebiet von gemeinschaftlicher Bedeutung ausgewiesen.